# Alexino (Kaliningrad)
Alexino (russisch Алексино, deutsch früher zugehörig zu Germau) ist eine kleine Siedlung in der russischen Oblast Kaliningrad im Rajon Selenogradsk. Sie befindet sich zwei Kilometer nördlich von Russkoje (Germau) an der Fernstraße A 192 und gehört zur kommunalen Selbstverwaltungseinheit Stadtkreis Selenogradsk.

## Geschichte
Der Ort wurde im Jahr 1950 in den damaligen Dorfsowjet Jantarnski im Rajon Primorsk eingeordnet. Als deutscher Herkunftsname wurde dabei "in der Nähe von Germau" angegeben. Seit etwa 1960 gehörte der Ort zum Dorfsowjet Powarowski selski Sowet und seit etwa 2000 zum Dorfbezirk Krasnotorowski selski okrug. Von 2005 bis 2015 gehörte der Ort zur Landgemeinde Krasnotorowskoje selskoje posselenije und seither zum Stadtkreis Selenogradsk. 

### Bevölkerungsentwicklung
- 2002: 32
- 2010: 22